# Jardín Botánico Carsiana
El Jardín Botánico Carsiana (en italiano: Horto Botanico Carsiana) es un jardín botánico de unos 5,000 m² de extensión, especializado en medioambientes del Carso, en el municipio de Sgonico, Italia. 
El jardín botánico es socio de la Associazione Internazionale Giardini Botanici Alpini, forma parte del Gruppo di Lavoro per gli Orti Botanici e i Giardini Storici y de la Società Botanica Italiana.

## Localización
Carsiana se encuentra en una dolina de 6.000 metros cuadrados ubicada en la vecindad de la carretera provincial que comunica el núcleo municipal de Sgonico con Gabrovizza.
Horto Botanico Carsiana Sgonico, Provincia di Trieste, Friuli-Venecia Julia, Italia.
Planos y vistas satelitales.45°44′0″N 13°45′0″E / 45.73333, 13.75000
El jardín está abierto desde la primavera hasta el otoño.

## Historia
El jardín botánico actual fue establecido en 1964 gracias a la iniciativa privada de algunos estudiosos y apasionados triestinos de la flora cárstica: entre ellos el doct.Gianfranco Gioitti, doct. Stanislao Budin, el Prof. Livio Poldini, que recogieron las especies más características del medioambiente natural en el que se encuentran, sobre todo de la meseta del Carso.
En 1972 recibió el apoyo de la gobernación de Trieste.

## Colecciones
En la actualidad, alberga más de 600 especies de las 1600 especies que caracterizan la Flora del medioambiente cárstico.
Las colecciones botánicas tienen placas identificativas de las plantas y su ubicación en los medioambientes naturales cársticos enfocados a facilitar la comprensión por parte del público, recreando los ambientes naturales, y por esto se ha renunciado a la disposición clásica según la sistemática botánica.

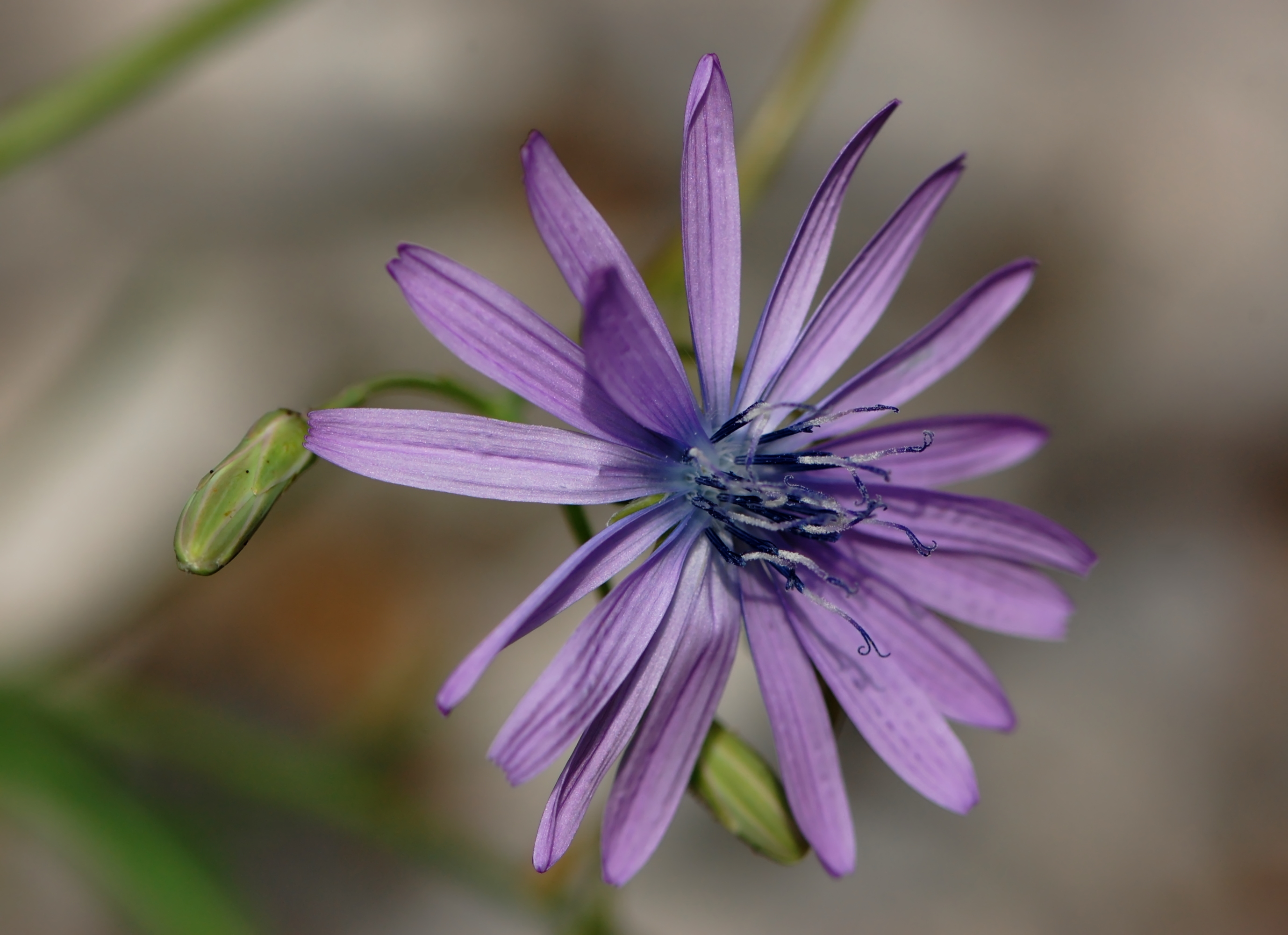
Flor de Lactuca perennis planta en el Carso.

La vegetación presente se encuentra expuesta en siete zonas que respetan las diferencias que se pueden encontrar en los medioambientes cársticos:
- La flora de los taludes
- El bosque cárstico que está caracterizado por "carpino nero" (Ostrya carpinifolia), "frassino" (Fraxinus) y "ginepro" (Juniperus)
- La landa del Carso
- La zona de la rocalla mediterránea
- La zona lacustre (atraviesa la construcción de los vasos comunicantes)
- La zona del Carso de Altitud.
- La zona típica de las dolinas.